# Анисимова, Аманда
Аманда Анисимова (англ. Amanda Anisimova; род. 31 августа 2001, Фрихолд, США) — американская теннисистка русского происхождения; финалистка одного турнира Большого шлема в одиночном разряде (Уимблдон-2025); победительница трёх турниров WTA в одиночном разряде.
В юниорах: победительница одного юниорского турнира Большого шлема в одиночном разряде (Открытый чемпионат США-2017); финалистка одного юниорского турнира Большого шлема в одиночном разряде (Открытый чемпионат Франции-2016); бывшая вторая ракетка мира в юниорском рейтинге ITF (2016).

## Общая биография
Родители Константин и Ольга Анисимовы — русские эмигранты. Константин Анисимов также являлся тренером теннисистки, скончался 19 августа 2019 года. 
Старшая сестра Мария также занималась теннисом и проживает в Нью-Йорке.
Её семья переехала из Нью-Джерси во Флориду, когда она была совсем маленькой, чтобы у Аманды и её сестры было больше возможностей тренироваться и найти других тренеров.
Анисимова начала играть в теннис в три года. В соревнованиях начала принимать участие в 5,5 лет.
Кумирами в теннисе в детстве были Серена Уильямс и Мария Шарапова.

## Спортивная карьера
Анисимова дебютировала во взрослом турнире Большого шлема на Ролан Гаррос-2017, получив «уайлд-кард» от организаторов и став самой юной участницей основной сетки мэйджора во Франции с 2005 года, когда аналогичное достижение покорилось Ализе Корне.
В отличие от француженки Анисимова уступила уже на старте турнира Куруми Наре.
10 сентября 2017 года 16-летняя Анисимова стала чемпионкой юниорского Открытого чемпионата США.
Получив «уайлд-кард», в марте 2018 года, Анисимова на крупном турнире в Индиан-Уэлсе вышла в четвёртый круг, по ходу турнира обыграв Полин Пармантье, Анастасию Павлюченкову и Петру Квитову.
На Открытом чемпионате Австралии по теннису 2019 года Анисимова добилась своего лучшего результата на турнирах Большого шлема, дойдя до четвёртого раунда, в котором уступила Петре Квитовой. По ходу турнира американка переиграла Монику Никулеску, Лесю Цуренко и Арину Соболенко.
В апреле 2019 года Анисимова участвовала на турнире WTA в Боготе (Колумбия), где обыграла в финале австралийку Астру Шарма (4:6, 6:4, 6:1).
6 июня Анисимова обыграла фаворитку турнира Симону Халеп в четвертьфинале и вышла в полуфинал «Ролан Гаррос». Но в шаге до финала её смогла остановить первая ракетка мира Эшли Барти.
Затем Анисимова дошла до четвертьфинала турнира на Мальорке, но проиграла швейцарской теннисистке Белинде Бенчич.
Во второй половине сезона 2019 года Анисимова выступала менее успешно. Ее лучшим результатом стал выход в четвертьфинал на турнире в Сан-Хосе, где она уступила чемпионке Чжэн Сайсай.
Во время соревнований она получила травму спины, из-за чего в течение следующего месяца снялась с обоих турниров серии Премьер 5. В конце августа Анисимова отказалась от участия в Открытом чемпионате США из-за смерти отца. После этого она приняла участие еще в двух турнирах, выиграв в общей сложности один матч, и завершила год досрочно. Тем не менее, к концу сезона она поднялась до 21-го номера в мире. Анисимова квалифицировалась на WTA Elite Trophy, чемпионат второго уровня по итогам года, но не стала участвовать.
Сезон 2020/2021 Анисимова начала на турнир в Окленде, где, обыграв Катерину Козлову, Дарью Касаткину и Эжени Бушар, уступила Серене Уильямс в полуфинале.

### 2022: четвертьфинал Уимблдона, титул WTA и возвращение в топ-50, пятая победа в топ-10
Анисимова начала сезон на турнире в Мельбурне и вышла в финал, что стало ее первым выходом в финал с 2019 года. Она выиграла титул, победив Александру Соснович.
На Открытом чемпионате Австралии Анисимова отыгралась с отставания в один сет и спасла два матч-пойнта в заключительном сете, чтобы победить действующую чемпионку Наоми Осаку в трех сетах в третьем раунде. Это был второй случай, когда она обыграла действующую чемпионку на крупном турнире, после победы над Симоной Халеп на Открытом чемпионате Франции в 2019 году. Затем она проиграла первой ракетке в мире Эшли Барти в четвертом круге. В результате она поднялась на 19 позиций в рейтинге и стала № 41 на 31 января 2022 года.
В Дохе она проиграла во втором круге Елене Остапенко.
В 2022 году на Премьер-турнире в Мадриде она дошла до четвертьфинала, обыграв двух белорусских теннисисток по пути в топ-10 — Арину Соболенко, ее пятую победу в топ-10, и 17-ю ракетку мира Викторию Азаренко — ее 10-ю победу в топ-20 в карьере. В четвертьфинале она проиграла Екатерине Александровой.
На Уимблдонском турнире 2022 года она впервые в своей карьере вышла в четвертьфинал на этом мэйджоре, победив Хармони Тан. В четвертьфинале Анисимова проиграла Симоне Халеп. Анисимова допустила 28 невынужденных ошибок против 6 у Халеп.

### 2023—2025
С лета 2022 года боролась c депрессией и эмоциональным выгоранием: Анисимова набрала лишний вес и стеснялась своего тела из-за хейта в соцсетях. Для неё находиться на теннисных турнирах стало невыноcимо. Поэтому в мае 2023 года она поставила профессиональный теннис на паузу, сделав перерыв в спортивной карьере.
В середине января 2024 года на турнире Большого шлема — Открытом чемпионате Австралии — Анисимова в первом круге одиночного разряда победила россиянку Людмилу Самсонову со счётом 6-3, 6-4, во втором круге она обыграла аргентинскую теннисистку Надю Подорошку со счётом 6-2, 6-3. В третьем круге она победила 100-ю ракетку мира испанку Паулу Бадосу со счётом 7-5, 6-4, в четвёртом проиграла второй ракетке мира Арине Соболенко.
В феврале 2025 года впервые в карьере выиграла турнир категории WTA 1000 в одиночном разряде на турнире в Дохе, в финале победив Елену Остапенко со счётом 6-4, 6-3. За счёт этого результата она поднимется с 41-й строчки рейтинга на 18-ю, обновив личный рейтинговый рекорд и дебютировав в топ-20 теннисисток мира.

## Итоговое место в рейтинге WTA по годам
| Год  | Одиночный рейтинг | Парный рейтинг |
| 2024 | 36                | —              |
| 2023 | 359               | —              |
| 2022 | 23                | —              |
| 2021 | 78                | 488            |
| 2020 | 30                | 468            |
| 2019 | 24                | 414            |
| 2018 | 95                | —              |
| 2017 | 192               | 777            |
| 2016 | 764               | —              |

## Выступления на турнирах

### Финалы турниров Большого шлема в одиночном разряде (1)

#### Поражение (1)
| №  | Год  | Турнир   | Покрытие | Соперница в финале | Счёт    |
| 1. | 2025 | Уимблдон | Трава    | Ига Свёнтек        | 0-6 0-6 |

### Финалы турнировWTAв одиночном разряде (7)

#### Победы (3)
| Легенда:                    |
| --------------------------- |
| Турниры Большого шлема (0)* |
| Олимпиада (0)               |
| Итоговый турнир WTA (0)     |
| Premier 5 / WTA 1000 (1)    |
| Premier / WTA 500 (0)       |
| International / WTA 250 (2) |

| Титулы по покрытиям | Титулы по месту проведения матчей турнира |
| ------------------- | ----------------------------------------- |
| Хард (2)*           | Зал (0)                                   |
| Грунт (1)           | Зал (0)                                   |
| Трава (0)           | Открытый воздух (3)                       |
| Ковёр (0)           | Открытый воздух (3)                       |

* количество побед в одиночном разряде.
| №  | Дата            | Турнир                  | Покрытие | Соперница в финале  | Счёт        |
| 1. | 14 апреля 2019  | Богота, Колумбия        | Грунт    | Астра Шарма         | 4-6 6-4 6-1 |
| 2. | 9 января 2022   | Мельбурн (2), Австралия | Хард     | Александра Соснович | 7-5 1-6 6-4 |
| 3. | 15 февраля 2025 | Доха, Катар             | Хард     | Елена Остапенко     | 6-4 6-3     |

#### Поражения (4)
| №  | Дата             | Турнир                 | Покрытие | Соперница в финале | Счёт        |
| 1. | 16 сентября 2018 | Хиросима, Япония       | Хард     | Се Шувэй           | 2-6 2-6     |
| 2. | 12 августа 2024  | Торонто, Канада        | Хард     | Джессика Пегула    | 3-6 6-2 1-6 |
| 3. | 15 июня 2025     | Лондон, Великобритания | Трава    | Татьяна Мария      | 3-6 4-6     |
| 4. | 12 июля 2025     | Уимблдон               | Трава    | Ига Свёнтек        | 0-6 0-6     |

### Финалы турнировITFв одиночном разряде (4)

#### Победы (1)
| Легенда:         |
| ---------------- |
| 100.000 USD (0)* |
| 80.000 USD (0)   |
| 60.000 USD (1)   |
| 25.000 USD (0)   |
| 15.000 USD (0)   |

| Титулы по покрытиям | Титулы по месту проведения матчей турнира |
| ------------------- | ----------------------------------------- |
| Хард (1)*           | Зал (0)                                   |
| Грунт (0)           | Зал (0)                                   |
| Трава (0)           | Открытый воздух (1)                       |
| Ковёр (0)           | Открытый воздух (1)                       |

* количество побед в одиночном разряде.
| №  | Дата         | Турнир          | Покрытие | Соперница в финале | Счёт     |
| 1. | 30 июля 2017 | Сакраменто, США | Хард     | Айла Томлянович    | Без игры |

#### Поражения (3)
| №  | Дата           | Турнир                 | Покрытие | Соперница в финале | Счёт           |
| 1. | 5 марта 2017   | Куритиба, Бразилия     | Грунт    | Анастасия Потапова | 7-6(7) 5-7 2-6 |
| 2. | 16 апреля 2017 | Индиан-Харбор-Бич, США | Грунт    | Ольга Говорцова    | 3-6 6-4 3-6    |
| 3. | 23 апреля 2017 | Дотан, США             | Грунт    | Кристи Ан          | 6-1 2-6 2-6    |